# Harry's Bar
L'Harry's Bar è uno storico locale pubblico italiano della città di Venezia dichiarato nel 2001 patrimonio nazionale dal Ministero dei Beni Culturali.

## Storia
Il bar venne fondato nel 1931 da Giuseppe Cipriani.
Il nome del bar, come raccontò lo stesso Giuseppe Cipriani, deriva da quello del giovane studente statunitense Harry Pickering che, trasferitosi negli anni venti a Venezia con una zia per tentare di curarsi da un inizio di alcolismo, venne da questa piantato in asso con pochissimi soldi dopo un litigio. Giuseppe Cipriani, all'epoca barman nell'hotel Europa & Britannia, in cui risiedeva lo statunitense, impietosito dalla vicenda prestò al giovane 10.000 lire, somma considerevole per l'epoca, per consentirgli di rientrare in patria. Due anni dopo, il giovane, guarito dall'alcolismo, tornò a Venezia e, rintracciato Cipriani, in segno di gratitudine gli restituì l'intera somma aggiungendovi 30.000 lire perché potesse aprire una sua attività in proprio. Cipriani decise quindi di chiamare il suo locale "Harry's Bar" in onore del suo benefattore, inaugurando la sua attività il 13 maggio 1931.

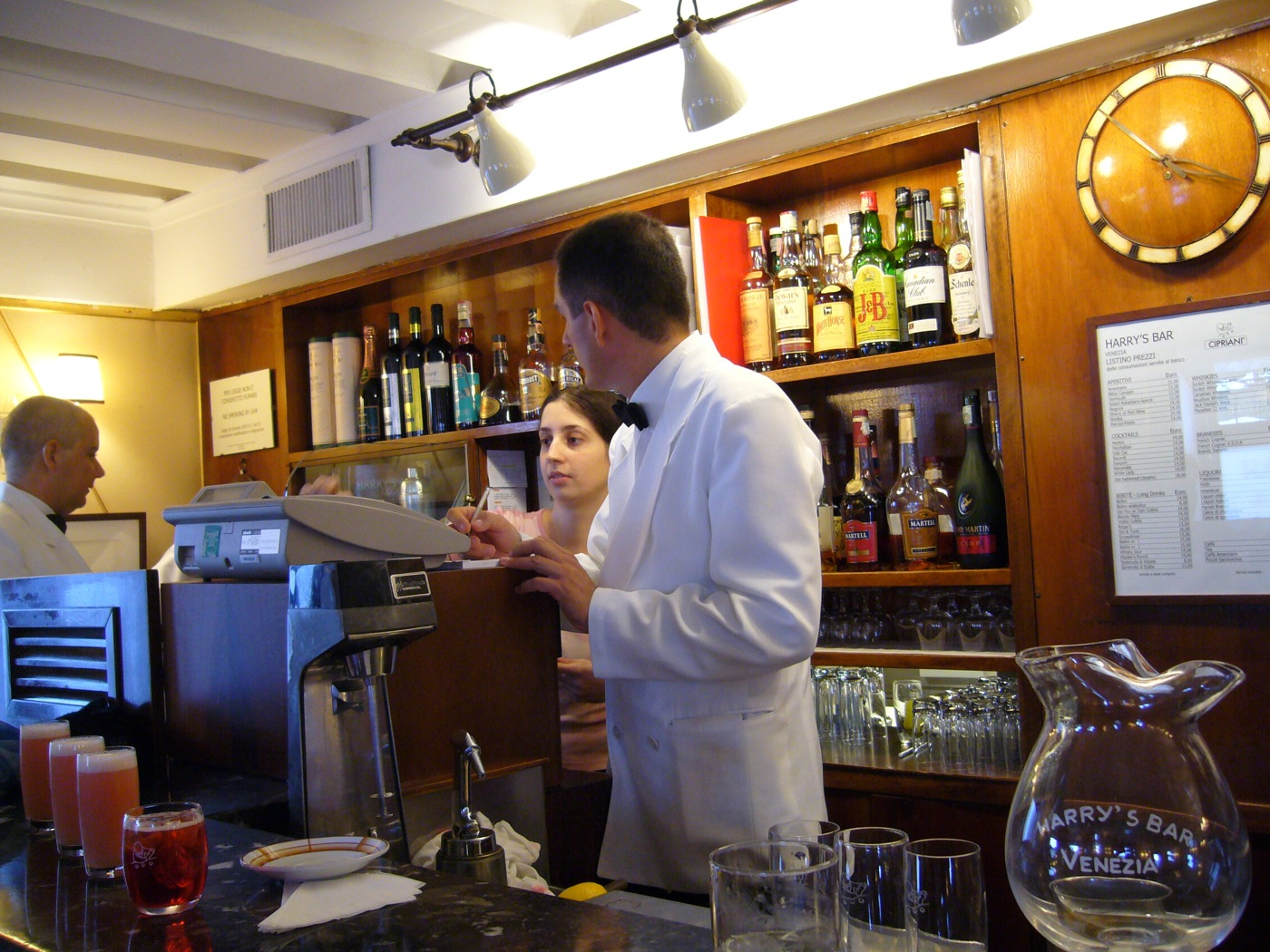
L'interno dell'Harry's Bar

Il nucleo originale era un fondo di quarantacinque metri quadrati, situato a ridosso di Piazza San Marco, all'imbocco della Calle Vallaresso dal lato del Canal Grande, nella stessa posizione attuale. All'epoca non era stato ancora costruito il ponte che consente il collegamento diretto con la Piazza e quindi il bar era posizionato in una strada senza uscita, cosa che Cipriani giudicò positiva perché così avrebbe avuto una clientela che sarebbe venuta lì apposta invece che clienti casuali.
Il locale, che fungeva sia da bar che da ristorante, ebbe un immediato successo, soprattutto da parte di una clientela intellettuale e aristocratica, che all'epoca aveva in Venezia una delle sue mete privilegiate. Il primo (rimasto anche l'unico) libro degli ospiti contiene tra le altre le firme di Rino Amato, Arturo Toscanini, Georges Braque, Truman Capote, Charlie Chaplin, Peggy Guggenheim, Barbara Hutton, Somerset Maugham, Grégoire Hetzel, Barbara Carlotti, Mauro Gioia, Orson Welles.
Il tipo di clienti che frequentavano il bar procurò anche qualche problema con le autorità fasciste dell'epoca, che lo vedevano con sospetto considerandolo un punto di incontro per omosessuali e ricchi ebrei. Quando il regime emanò le leggi razziali del 1938, Cipriani ricevette l'ordine di esporre il cartello di non ammissione degli ebrei, ordine che in qualche modo aggirò appendendo il cartello non all'ingresso del bar ma sulla porta della cucina.
Durante la seconda guerra mondiale, il bar venne confiscato e trasformato in mensa per i marinai.

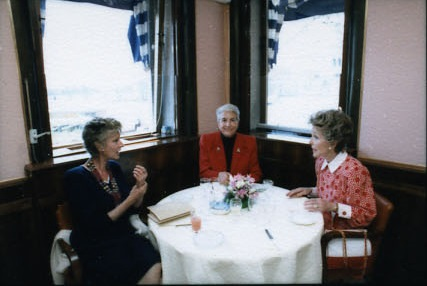
Nancy Reagan, Marella Agnelli e Maria Pia Fanfani cenano all'Harry's Bar di Venezia

Alla fine delle ostilità il bar riprese la sua attività regolare. Durante l'inverno tra il 1949 e il 1950 lo scrittore statunitense Ernest Hemingway divenne un cliente fisso, al punto da avere un tavolo personale esclusivo, stringendo anche un rapporto di amicizia con Cipriani. All'epoca stava finendo la stesura del suo romanzo Di là dal fiume e tra gli alberi, in cui l'Harry's Bar è citato numerose volte.
La gestione del bar, dopo il ritiro di Giuseppe Cipriani, è passata al figlio Arrigo (nato a Verona, il 23 aprile 1932).
Nel 2016 Arrigo Cipriani, per la storia dell'Harry's Bar, ha ricevuto alla Camera dei deputati il Premio America della Fondazione Italia USA.
La storia dell'Harry's Bar è narrata nel documentario Harry's Bar di Carlotta Cerquetti, vincitore del Premio Open ai Venice Days - Giornate degli Autori, Venezia 72.

## Specialità celebri

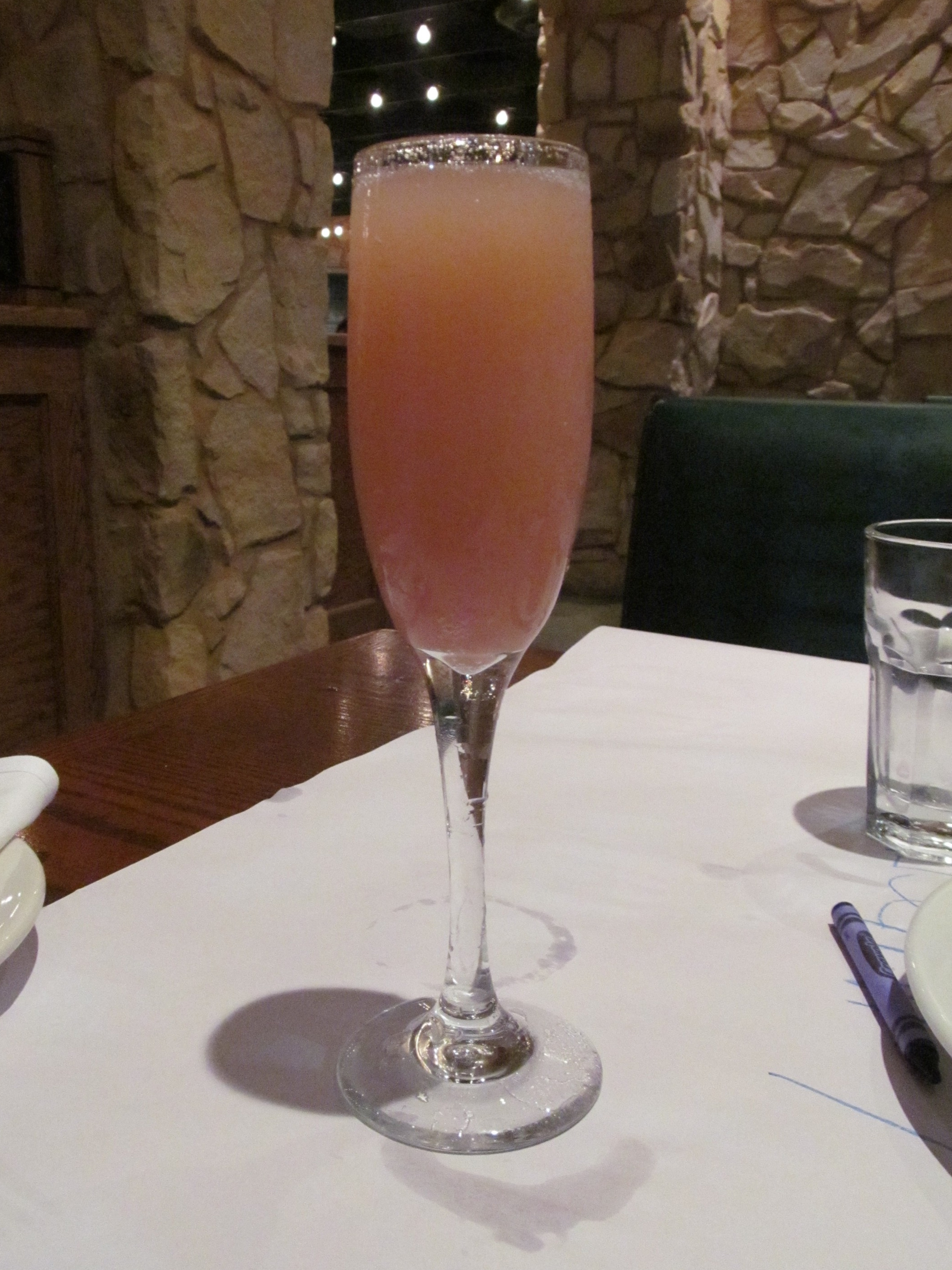
Flûte di Bellini servito all'Harry's Bar a Venezia.

Giuseppe Cipriani ha ideato per la sua clientela tutta una serie di ricette originali, sia per quanto riguarda i cocktail che per quanto riguarda la ristorazione.
Le due creazioni più celebri, che hanno raggiunto una notorietà internazionale, sono il cocktail Bellini e il carpaccio.
Il famoso cocktail Bellini, a base di vino bianco frizzante (usualmente del prosecco locale o dello spumante brut) e purea di pesca bianca, fu inventato nel 1948 da Giuseppe Cipriani, che intitolò il drink, oggi diffuso nei bar di tutto il mondo, a Giovanni Bellini, perché il caratteristico colore rosato del cocktail gli ricordò il colore della toga di un santo in un dipinto del pittore veneziano.

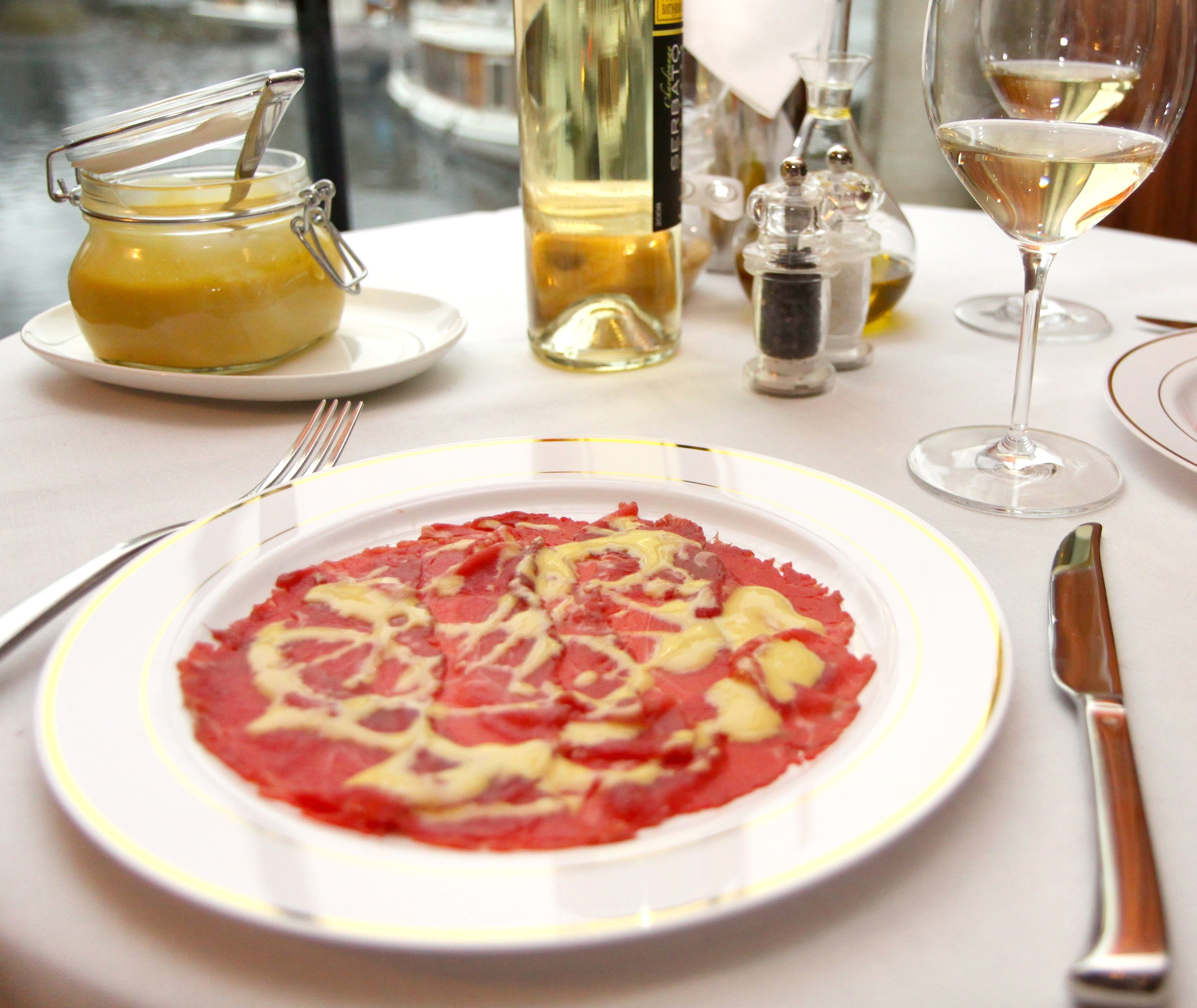
Piatto di carpaccio servito all'Harry's Bar a Venezia.

Il carpaccio è un ulteriore esempio di contaminazione tra pittura ed enogastronomia operato da Cipriani: si tratta di una pietanza consistente in fettine sottilissime di controfiletto di manzo crudo disposte su un piatto e decorate alla Kandinskij, con una salsa che viene chiamata universale, inventata da Cipriani nel 1950 e intitolata a Vittore Carpaccio, poiché il colore della carne cruda gli ricordava i colori intensi dei quadri del pittore veneziano, delle cui opere si teneva in quel periodo una mostra nel Palazzo Ducale di Venezia.
Il successo del carpaccio è stato tale che oggi il termine non indica la ricetta originale dell'Harry's Bar, ma con esso si definisce genericamente un piatto a base di fettine di carne o pesce crudi o semi-crudi a cui vengono aggiunti olio e scaglie di formaggio grana o altri ingredienti a seconda della versione, e financo ricette a base di pietanze cotte (è il caso, ad esempio, del carpaccio di polpo, la cui ricetta prevede la cottura del polpo prima del procedimento di preparazione del carpaccio).

## Citazioni
Il locale è stato citato da Fabrizio De André nel brano Rimini dell'omonimo album del 1978 dove "Teresa è all'Harry's bar/guarda verso il mare/per lei figlia di droghieri/penso che sia normale...".
L'Harry's Bar è inoltre citato da Paolo Conte nel brano Hemingway, contenuto nell'album Appunti di viaggio: nel pezzo lo scrittore statunitense, cliente abituale del locale, si abbandona ad una serie di immagini e suggestioni, interrotto solo dal barista che nel finale della canzone gli chiede semplicemente, in francese: Et alors, Monsieur Hemingway... ça va?